# پایه سوپ

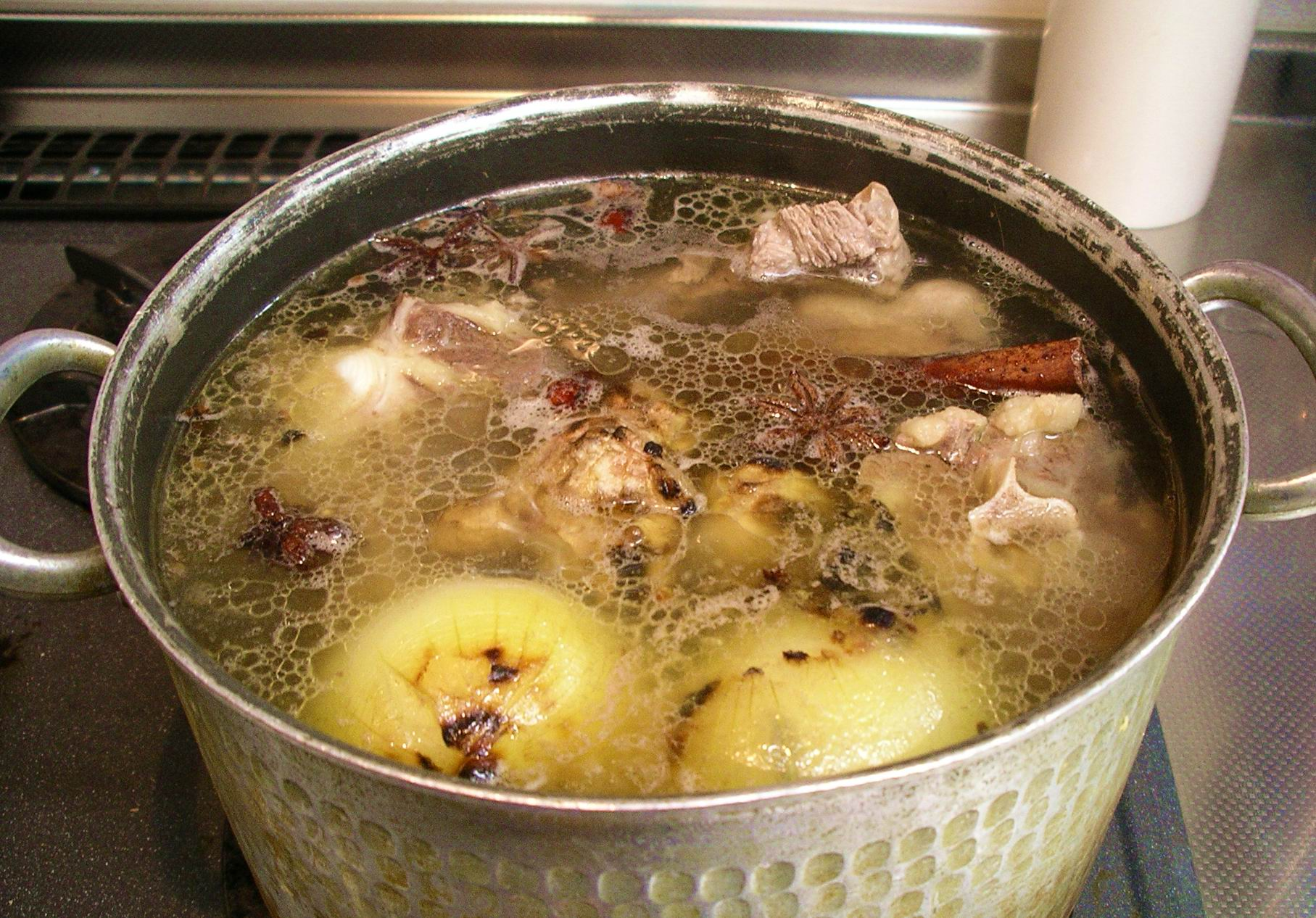
تهیه استاک

پایۀ سوپ یا عصاره یا استاک آب صاف‌نشدۀ حاصل از جوشاندن گوشت مرغ یا گوشت گاو است.
پایه سوپ را معمولاً از طریق آب‌پز کردن مخلوطی از هویج و کرفس و پیاز و سبزی‌های معطر به همراه گوشت گاو، گوشت گوساله، یا استخوان مرغ تهیه می‌کنند. گاه نیز به جای این گوشت‌ها، میگو و سبزیجات استفاده می‌شود.
عصاره، استاک (انگلیسی: Stock) یک مایع طعم‌دار آماده است که به عنوان پایه بسیاری از غذاها به‌خصوص سوپ و سس بکار برده می‌شود.